# 覃塘街道
覃塘街道是中华人民共和国广西壮族自治区贵港市覃塘区下辖的一个街道办事处。
2016年12月11日，广西壮族自治区人民政府批复同意撤销覃塘镇，由覃塘区直接管辖其行政区域。2017年11月29日，贵港市人民政府批复同意设立覃塘街道办事处。街道办事处驻地在覃塘社区（原覃塘镇人民政府驻地）。

## 行政区划
覃塘街道下辖以下村级行政区划单位：
覃塘社区、六务村、谷罗村、龙岭村、龙凤村、姚山村、大郭村、黄鹤村、覃南村、周村、杨志村、回龙村、甘碑村、拥兴村和珠砂村。